# Sosna Lamberta
Sosna Lamberta, sosna cukrowa (Pinus lambertiana Dougl.) – gatunek drzewa iglastego z rodziny sosnowatych (Pinaceae). Sosna Lamberta nazywana jest często cukrową (ang. sugar pine), co zawdzięcza wydzielaniu słodkiej żywicy, która jest jadalna, choć szkodliwa w większych ilościach. Gatunek ten jest charakterystyczny dla Oregonu i Kalifornii, sięgając do  północno-zachodnich krańców Meksyku. Park Narodowy Yosemite jest ostatnią z jego większych ostoi. Sosna Lamberta znana jest z najdłuższych szyszek spośród iglastych – osiągają one do 66 cm długości i ważą do 2 kg. Jest też drugą co do wielkości sosną – jej największe okazy dorastają do 80 m wysokości i ok. 3 m średnicy pnia, wyższa jest tylko sosna żółta.

## Rozmieszczenie geograficzne
Naturalny zasięg sosny Lamberta rozciąga się szerokim pasem wzdłuż pacyficznego wybrzeża Ameryki Północnej: od południowego Oregonu do południowej Kalifornii, zahaczając o skrajnie zachodnią Nevadę (basen jeziora Tahoe) w południowo-zachodniej części Stanów Zjednoczonych, po Kalifornię Dolną w północno-zachodnim Meksyku. Zasięg mieści się między szerokością geograficzną 30° 30' N a 45° 10' N. Sosna ta występuje głównie na terenach górskich. Jej zasięg jest niemal ciągły w górach Klamath i Siskiyou oraz na zachodnich zboczach Gór Kaskadowych i Sierra Nevada. Mniejsze i izolowane populacje rosną w Górach Nadbrzeżnych południowego Oregonu i Kalifornii, w górach Transverse i Peninsular Ranges w południowej Kalifornii oraz na wschód od Gór Kaskadowych i pasma Sierra Nevada. Południowy kraniec zasięgu stanowi odizolowana meksykańska populacja w paśmie Sierra de San Pedro Mártir (Kalifornia Dolna). Ponad 80% drzewostanów znajduje się na terenie Kalifornii, przy czym najrozleglejsze i najliczniejsze populacje rosną w mieszanych lasach iglastych na zachodnich zboczach gór Sierra Nevada.
Sosna Lamberta zazwyczaj występuje na wysokości 335–1645 m n.p.m. w Górach Kaskadowych, 610–2285 m w Sierra Nevada, 1220–3000 m w Transverse i Peninsular Ranges oraz 2150–2775 m w Sierra San Pedro Mártir. Podawana jest z wysokości 330–3200 m n.p.m.
Gatunek został introdukowany do Europy w XIX wieku (do Anglii w 1827, do Arboretum w Kórniku trafił w 1851). Do połowy XX wieku okazałe drzewa tego gatunku rosły jeszcze w Anglii, jednak później poginęły, prawdopodobnie w każdym wypadku z powodu rdzy wejmutkowo-porzeczkowej.

## Morfologia

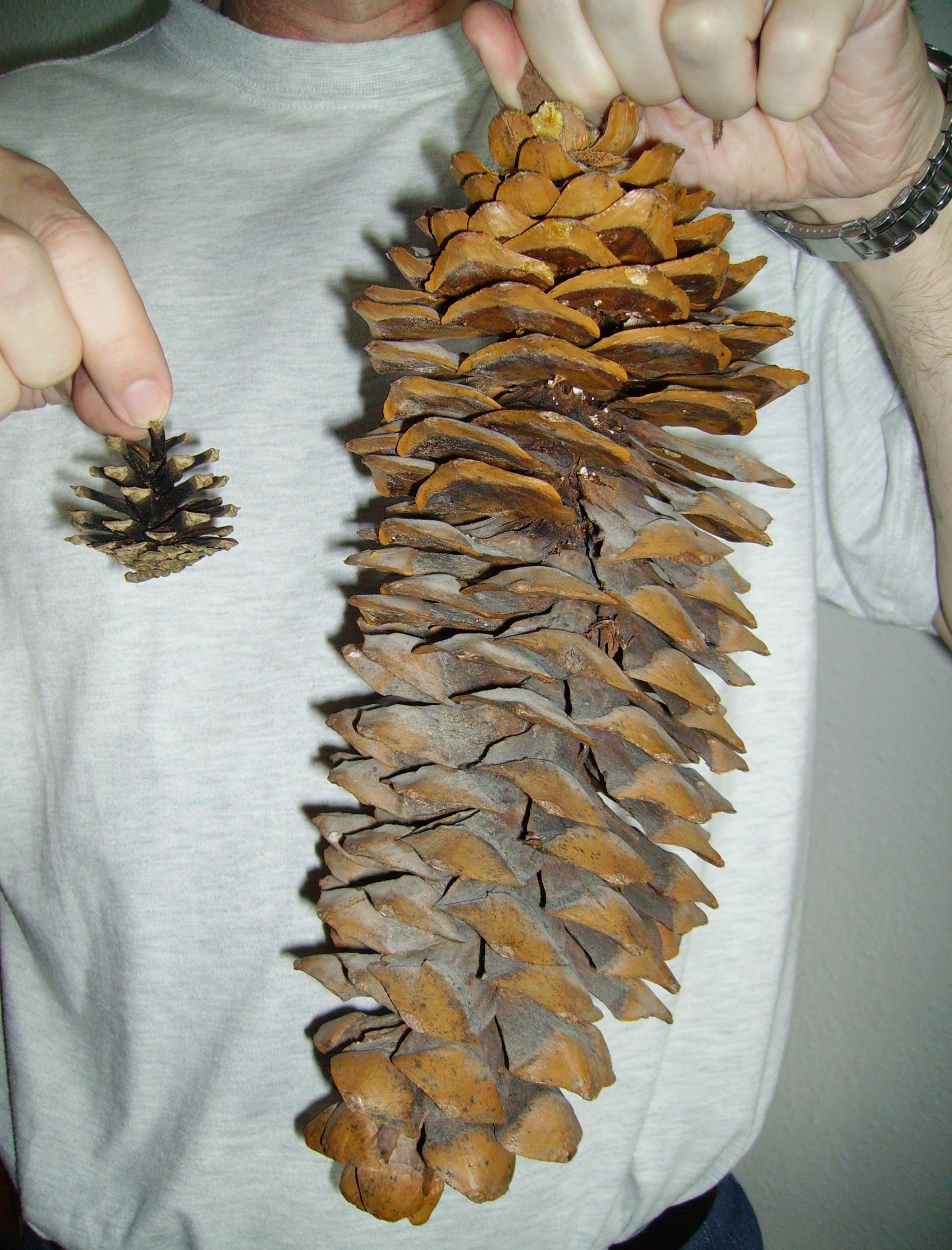
Szyszki sosny cukrowej są najdłuższe spośród wszystkich iglastych. Na zdjęciu w porównaniu z szyszką sosny zwyczajnej (P. sylvestris)

PokrójKorona drzewa jest wąsko stożkowata, z czasem na szczycie zaokrąglona lub płaska. Gałęzie rozpościerają się poziomo, na końcach zwisają pod ciężarem dużych szyszek.
Pień i pędyJest to drugi co do wielkości przedstawiciel rodzaju Pinus, osiągający zazwyczaj 40–60 m wysokości, chociaż znane są okazy dorastające do ponad 80 m (wyższa jest tylko sosna żółta). Średnica pnia wynosi ok. 1,5–2,5 m, czasem powyżej 3 m. Kora jest cynamonowo-brązowa do szaro-brązowej, głęboko bruzdowana, o długich, łuskowatych płytkach. Gałęzie są długie, niemal poziome. Pędy cienkie, zielono-oliwkowe, krótko, ale gęsto czerwonobrązowo omszone.
LiścieIgły wyrastają po 5 na krótkopędach, są długości 5–10 cm, szerokości 1–1,5(2) mm, proste, lekko skręcone, zaostrzone, giętkie, niebieskozielone do ciemnozielonych, z wyraźnymi białymi rzędami aparatów szparkowych. Pochewka liściowa o rozmiarach (1)1,5–2 cm szybko opada. Na pędach igły skierowane są prosto ku ich szczytom. Pąki walcowate z długo wyciągniętymi wierzchołkami. Łuski jasnobrązowe z ciemnymi wierzchołkami.
SzyszkiKwiatostany męskie są podłużnie cylindryczne, żółte, o długości do 15 mm. Szyszki żeńskie (nasienne) często rosną w grupach, są zwisające, symetryczne, cylindryczne przed otwarciem, później elipsoidalno-cylindryczne. Osiągają wagę do 2 kg, są błyszczące, a gdy dojrzeją, jasnobrązowe. Sosna Lamberta znana jest z najdłuższych szyszek spośród wszystkich roślin iglastych. Ich długość mieści się między 25 a 50 cm, przy czym zdarzają się także szyszki o długości do 66 cm. Nasiona są długości 1–2 cm, brązowe, opatrzone szerokim skrzydełkiem o długości 2–3 cm.
KorzeńW młodym wieku wykształca się głęboki korzeń palowy.
Gatunki podobneSosna meksykańska, ale ma dłuższe liście (10–18 cm). Od także pięcioigielnej wejmutki sosna Lamberta różni się wyraźnym, gęstym omszeniem pędów.

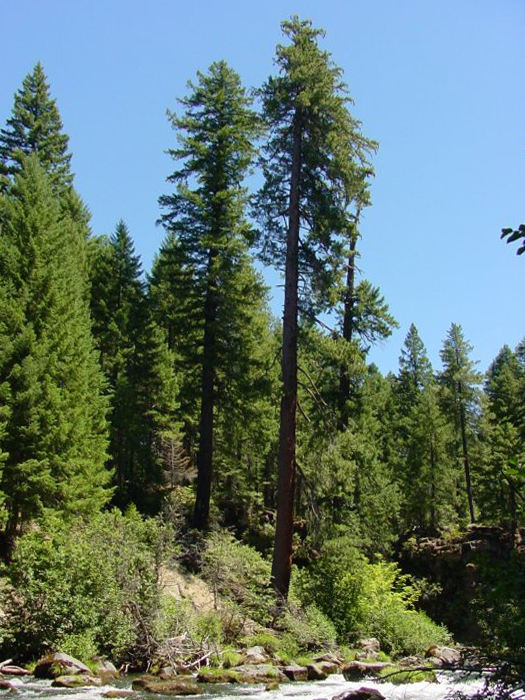
Pokrój
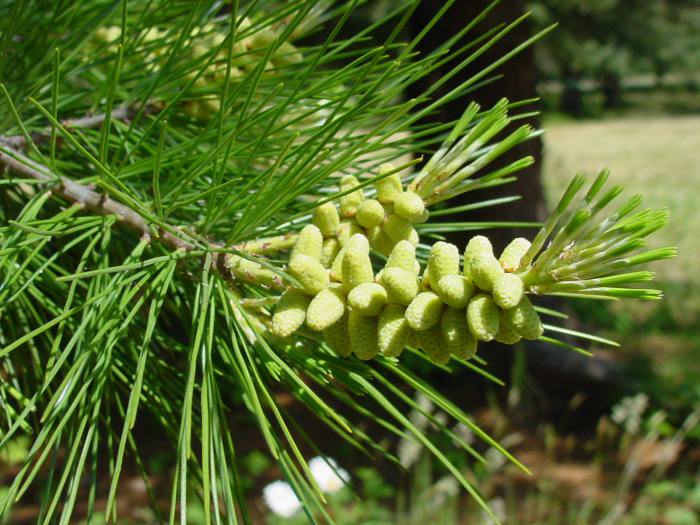
Kwiatostany męskie
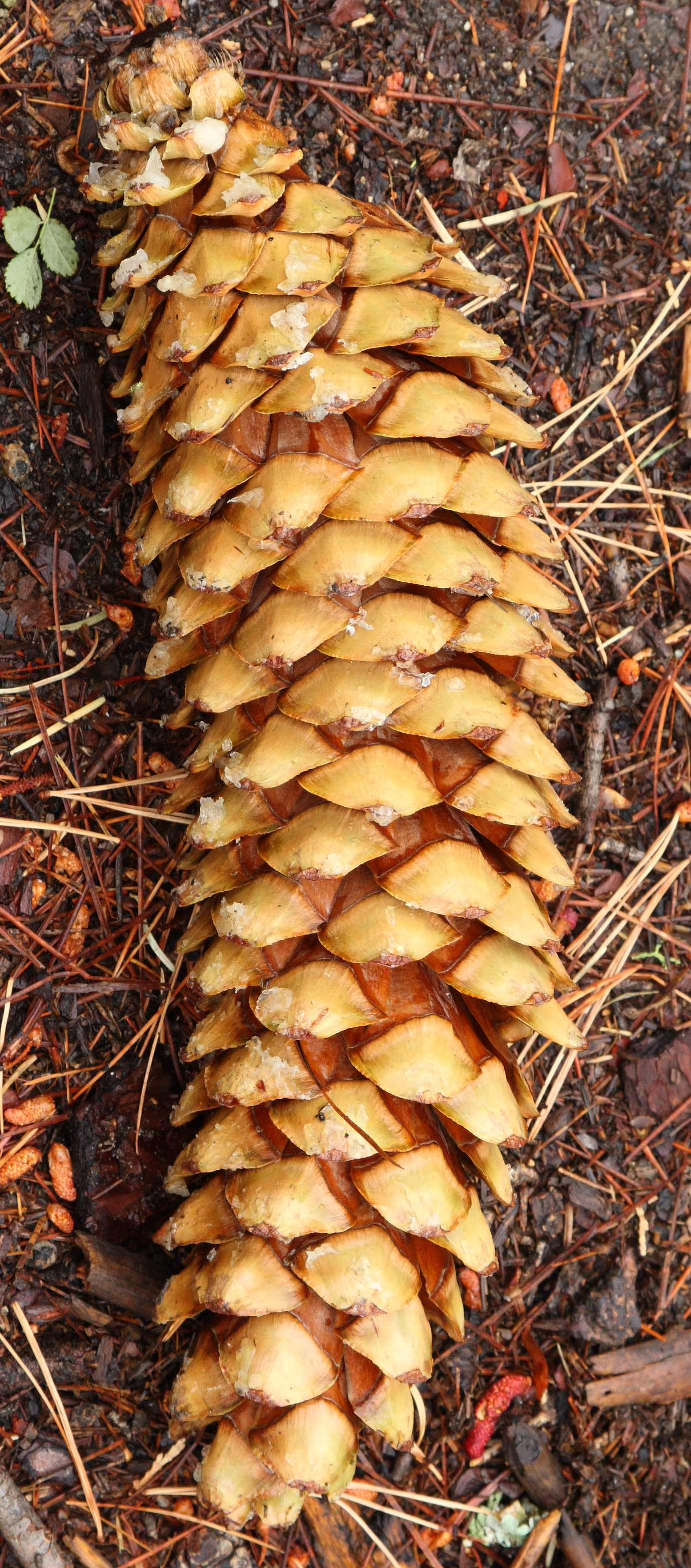
Dojrzała szyszka

## Biologia

### Rozwój
Sosna Lamberta to gatunek jednopienny. Pąki reprodukcyjne zawiązują się w lipcu i sierpniu, ale pozostają w uśpieniu do następnej wiosny. Pylenie następuje od końca maja do początku sierpnia, w zależności od wysokości n.p.m. i, w mniejszym stopniu, szerokości geograficznej. Pyłek roznoszony jest przez wiatr (anemogamia). Szyszki żeńskie są długości 2,5–5 cm w momencie zapylenia, ale do końca sezonu podwajają długość. Do zapłodnienia dochodzi późną wiosną następnego roku (około 12 miesięcy po zapyleniu). Nasiona dojrzewają późnym latem. Dojrzałe szyszki stają się jasnobrązowe i otwierają się od połowy sierpnia na niższych stanowiskach do początku października na wyższych i opadają wkrótce po uwolnieniu nasion. Drzewo uzyskuje pełną zdolność produkcyjną po osiągnięciu około 75 cm średnicy pnia lub wieku około 150 lat. 
Produkcja szyszek u sosny Lamberta rozpoczyna się później i jest mniej obfita niż u gatunków jej towarzyszących. Badania populacji ze środkowych gór Sierra Nevada wykazały, że szyszki wytwarza mniej niż 5% okazów o średnicy pnia poniżej 20 cm, 50% sosen o średnicy poniżej 31 cm oraz 80% o średnicy powyżej 51 cm. W pierwszym roku rozwoju szyszki często samoistnie opadają. Prawdopodobieństwo, że zapylona szyszka dojrzeje, kształtuje się na poziomie 40-50%. Podczas badań populacji z gór Klamath stwierdzono, że 19% szyszek opadało w 5-12 tygodni od zapylenia, pomimo że nie miały widocznych uszkodzeń spowodowanych przez patogeny. Liczba zrzucanych szyszek wahała się wśród badanych drzew od 15 do 85%.
Drzewa obradzają obficie przeważnie co 4 lata (od 2 do 7). Dorosłe drzewa wytwarzają dużą liczbę nasion, średnio 150 sztuk w szyszce, przy czym u poszczególnych drzew liczba ta waha się od 34 do 257 sztuk. W latach obfitych zdrowych nasion jest 67-99%, w pozostałych wartość ta może spaść do 28%. Nasiona są względnie duże i ciężkie, na jeden kilogram składa się średnio 4630 nasion. Skrzydełka mają niewielkie w stosunku do rozmiaru, więc opadają w większości (80%) w odległości do 30 m od drzewa.
Nasiona kiełkują epigeicznie i wykształcają 12–13 liścieni oraz długi korzeń palowy. Siewki rosną szybko na dobrej glebie, na słabszym podłożu i w zacienieniu wzrost jest powolny. Po około dwóch latach korzeń sięga na głębokość 56-102 cm. Wczesny wzrost sosny Lamberta jest wolniejszy niż sosny żółtej, jednak później przyspiesza i utrzymuje się także po osiągnięciu przez drzewo dojrzałości. Najlepsze tempo wzrostu wykazują sosny Lamberta rosnące w górach Sierra Nevada, na wysokości 1370–1830 m n.p.m.
Przyrost na grubość rozpoczyna się w połowie kwietnia i trwa do końca lata, zaś pod koniec maja pędy zaczynają rosnąć na długość, co trwa około 7 tygodni. Igły pozostają na gałęziach przez 2–4 lata. Sosny Lamberta żyją 400–500 lat (i dłużej) i rosnąc w tym czasie osiągają drugą po mamutowcu olbrzymim całkowitą objętość.

### Anatomia
Drewno bielaste jest kremowobiałe do żółtawobiałego. Twardziel jest płowożółta lub jasnobrązowa, czasem o lekkim odcieniu czerwieni. Słoje roczne są wyraźnie widoczne, z jasnym drewnem wczesnym i wąskim paskiem ciemniejszego, gęstszego drewna późnego. Liczne przewody żywiczne znajdują się w środkowej i zewnętrznej części pierścieni.

### Cechy fitochemiczne
Żywica ma słodki smak, ze względu na zawartość alkoholu cukrowego o nazwie pinitol (C7H14O6).

### Genetyka
Liczba chromosomów: 2n=24.
Jest to jeden z bardziej zmiennych genetycznie gatunków sosny. Populacje wykazują wyraźne adaptacje genetyczne do warunków klimatycznych panujących na danej wysokości nad poziomem morza.
Gatunek wykształcił trzy różne rodzaje dziedzicznej odporności na patogen powodujący najgroźniejszą dla niego chorobę – rdzę wejmutkowo-porzeczkową. Gwałtowna, nadwrażliwa reakcja na inwazję grzybni jest uwarunkowana przez jeden dominujący gen. Gen ten występuje z różną, ale stosunkowo niską częstością w granicach zasięgu występowania gatunku. Bardzo skutecznie przeciwdziała zarażeniu z większości źródeł. Na plantacji w górach Klamath została znaleziona rasa rdzy odporna na ten gen, ale w ciągu 10 lat od odkrycia nie rozprzestrzeniła się poza to stanowisko. U niektórych grup drzew zaobserwowano inną reakcję obronną, widoczną przez spowolnienie tempa infekcji i ograniczenie śmiertelności, mniejszą liczbę infekcji na drzewo oraz częstsze odrzucanie gałęzi będących w początkowym stadium zarażenia. Trzeci rodzaj odporności jest słabo poznany i zależny od wieku – drzewa dorosłe wykazują odporność na patogen, podczas gdy ich siewki pozostają podatne.
Sosna Lamberta nie krzyżuje się z innymi gatunkami sosen występujących w jej zasięgu. Nie zidentyfikowano żadnej naturalnej hybrydy. Udało się natomiast uzyskać niewielką liczbę hybryd pierwszego pokolenia sztucznie z dwoma gatunkami azjatyckimi: sosną koreańską (Pinus koraiensis) oraz sosną Armanda (P. armandii). Gatunki te są ważne gospodarczo przez ich względną odporność na rdzę wejmutkowo-porzeczkową. W efekcie krzyżowania uzyskuje się jednak niewielką liczbę nasion, dopiero ponowne skrzyżowanie P. lambertiana x armandii z P. lambertiana daje obfite plony i drzewa o wyższej odporności na rdzę niż czystogatunkowe sosny Lamberta.

## Ekologia

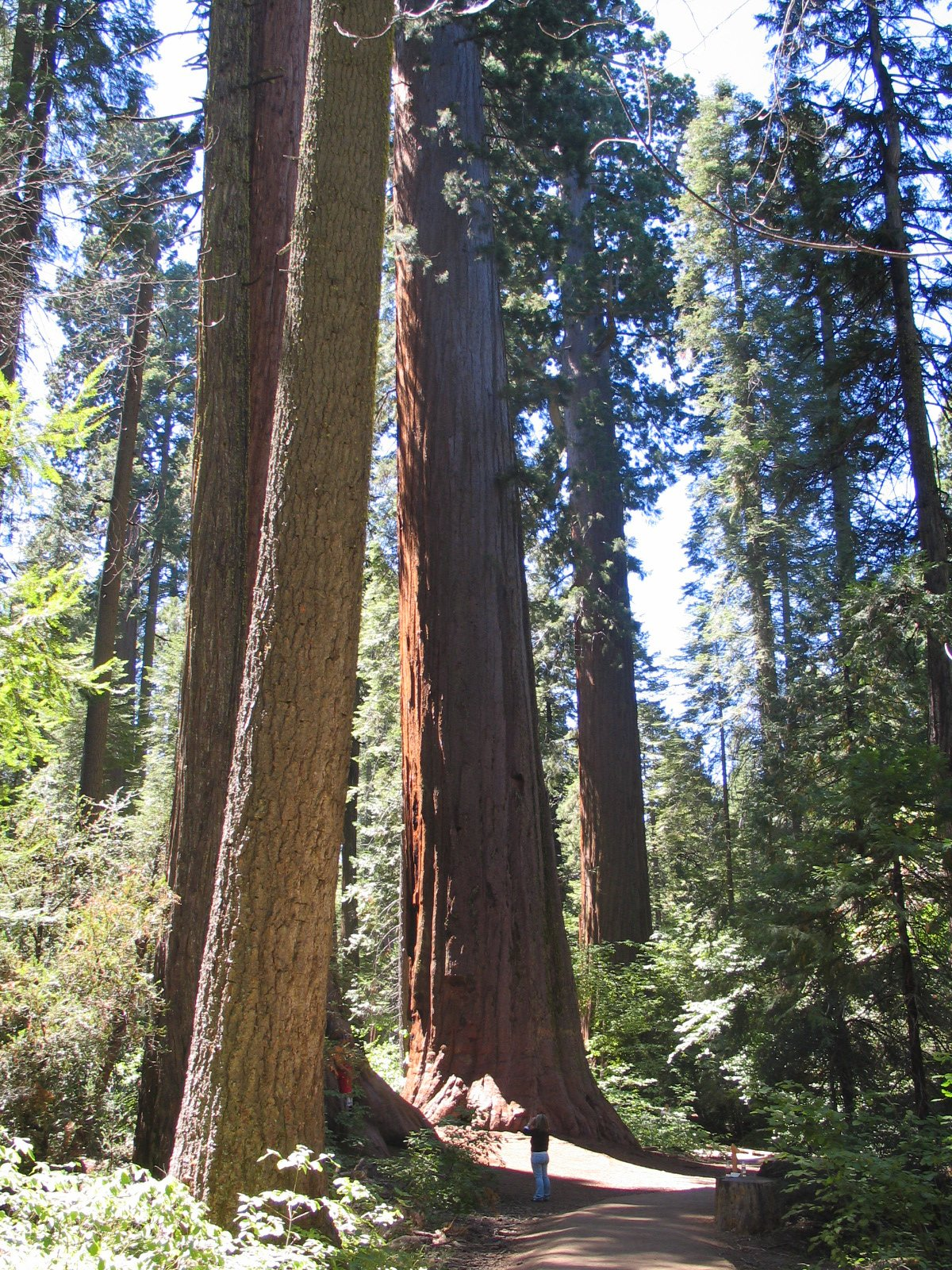
Las w górach Sierra Nevada w Kalifornii, Sequoiadendron giganteum w centrum, sosna Lamberta po lewej

### Siedlisko
Sosna Lamberta rośnie na wysokościach 300–3200 m n.p.m., zazwyczaj w górach, w mieszanych lasach iglastych. Rzadko tworzy jednolite drzewostany, przeważnie rośnie pojedynczo lub w małych grupach. Na północy zasięgu towarzyszą jej jedlica zielona (Pseudotsuga menziesii), sosna żółta (Pinus ponderosa), jodła olbrzymia (Abies grandis), cedrzyniec kalifornijski (Calocedrus decurrens), choina zachodnia (Tsuga heterophylla), żywotnik olbrzymi (Thuja plicata), cyprysik Lawsona (Chamaecyparis lawsoniana), Lithocarpus densiflorus i Arbutus menziesii. W centralnej części zasięgu występuje razem z sosną żółtą, sosną Jeffreya (Pinus jeffreyi), jodłą kalifornijską (Abies concolor), cedrzyńcem kalifornijskim, jodłą wspaniałą (Abies magnifica), mamutowcem olbrzymim (Sequoiadendron giganteum) i dębem Quercus kelloggii. Dalej na południe towarzyszą jej sosna Jeffreya, sosna żółta, sosna Coultera (Pinus coulteri), cedrzyniec kalifornijski, jodła kalifornijska i jedlica wielkoszyszkowa (Pseudotsuga macrocarpa).
W południowej Kalifornii na niższych, bardziej wilgotnych stanowiskach towarzyszy jej dąb Quercus chrysolepis, podczas gdy na wyższych położeniach prusznik (Ceanothus cordulatus), mącznica (Arctostaphylos parryana var. pinctorum) oraz Chrysolepis sempervirens.
Występuje na obszarach o ciepłych, suchych latach i chłodnych, mokrych zimach. Poziom opadów atmosferycznych waha się od 83 do 173 cm rocznie, przy czym w lipcu i sierpniu wynosi zwykle poniżej 2,5 cm miesięcznie, a wilgotność względna latem jest niska. Większość opadów występuje między listopadem a kwietniem, głównie w postaci śniegu. Sosna Lamberta jest mało odporna na mrozy. Toleruje częściowe zacienienie. Najlepiej rośnie na glebach ilastych (od piaszczystego do gliniastego iłu). Na niższych wysokościach rośnie na każdym stanowisku, na wyższych preferuje stanowiska cieplejsze (południowe i zachodnie). Dzięki głębokiemu systemowi korzeniowemu nie jest podatna na wywroty powodowane przez silne wiatry.

### Przystosowania do pożarów
Sosna Lamberta jest średnio odporna na pożary lasu. Młode drzewa przeżywają pożary od małej do średniej intensywności, jednak są wrażliwe na bardziej intensywny ogień. Starsze okazy przeżywają większość pożarów dzięki grubej korze i otwartej koronie, która spowalnia rozprzestrzenianie się ognia. Sosna ta uważana jest za mało podatną na ataki patogenów i szkodników następujące w efekcie osłabienia po pożarze.

### Interakcje międzygatunkowe
Sosna Lamberta jest schronieniem i źródłem pożywienia dla szeregu ptaków i ssaków. Gęste zarośla młodych drzew służą większym ssakom jako schronienie i osłona termiczna. W starszych drzewach bytują małe ssaki, np. wiewiórki czikari (Tamiasciurus douglasii) oraz ptaki, np. dzięcioły białogłowe (Picoides albolarvatus) czy sowy. Uważana jest za mało smaczną dla zwierząt dzikich i gospodarskich. Mimo to małe ssaki żerują na młodych siewkach, ograniczając zdolność drzew do regeneracji. Żerowanie wiewiórek czikari i dzięciołów białogłowych na szyszkach może spowodować znaczne szkody w wytwarzanych nasionach.

#### Sukcesja
Sosna Lamberta jest gatunkiem seralnym, rzadko tworzącym jednogatunkowe stanowiska. Lepiej znosi zacienienie niż sosna żółta, trochę gorzej niż cedrzyńce i daglezje, dużo gorzej niż jodła kalifornijska. Z wiekiem staje się mniej tolerancyjna i, jeśli jest zdominowana przez inne drzewa, zanika, zaś w sprzyjających warunkach zajmuje pojawiające się prześwity. Dlatego spotykana jest jako gatunek dominujący tylko w biocenozach, w których działały czynniki eliminujące jodłę kalifornijską, będącą gatunkiem klimaksowym.

#### Rośliny pasożytnicze
Sosna Lamberta jest głównym gospodarzem pasożytniczej rośliny Arceuthobium californicum z rodziny jemiołowatych (Viscaceae). Jest to pasożyt pędowy, występujący w zachodniej części zasięgu tej sosny, od południowych Gór Kaskadowych przez Sierra Nevada do gór Cuyamaca w południowej Kalifornii. Pojawia się także na okazach rosnących w górach na północy Kalifornii (od hrabstwa Lake do granicy z Oregonem). Nie występuje tak obficie jak inne rośliny pasożytnicze z tej rodziny na innych sosnach, prawdopodobnie dlatego, że sosny Lamberta rzadko tworzą jednolite drzewostany, częściej występując w lasach mieszanych, co utrudnia rozprzestrzenianie się pasożyta w naturalnych warunkach. Zarażeniu ulega ok. 20% lasów, w których występuje sosna Lamberta. Zarażenie może prowadzić do dużych uszkodzeń drzewa, także przez zwiększenie podatności na inne infekcje na skutek osłabienia. Na starych okazach spotykane są wówczas duże i liczne skupiska pasożyta. Następuje spowolnienie tempa wzrostu, a osłabione drzewa są często atakowane przez szkodniki i obumierają.
Na sośnie Lamberta pasożytują także inni przedstawiciele rodzaju Arceuthobium. Jest gospodarzem pomocniczym A. monticola, infekują ją również, choć rzadko, Arceuthobium abietinum f. sp. concoloris oraz A. campylopodum. Jest z kolei odporna na infekcje A. cyanocarpum oraz A. siskiyouense, pomimo że występują w jej zasięgu.

#### Infekcje grzybowe
Sosna Lamberta jest bardzo podatna na rdzę wejmutkowo-porzeczkową, chorobę wywoływaną przez grzyb Cronartium ribicola, zawleczony w 1909 roku z Europy do Ameryki Północnej. Rdza zniszczyła populacje w północnej części zasięgu. Im dalej na południe, tym choroba występuje rzadziej. W środkowej i południowej Kalifornii lato jest zbyt suche, by choroba mogła się rozprzestrzeniać. Porażone siewki i małe drzewka giną w wyniku uszkodzeń powodowanych obwarem pędu głównego. Zarażone starsze drzewa stają się wrażliwsze na ataki innych patogenów.
Lokalnie igły są atakowane przez grzyb Lophodermella arcuata (Darker) Darker, zaś opieńka miodowa (Armillaria mellea) może wywołać opieńkową zgniliznę korzeni. Choroby korzeni powodowane przez korzeniowca sosnowego (Heterobasidion annosum) lub Ophiostoma wageneri mogą doprowadzić do śmierci drzew w każdym wieku i rozmiarze.

## Systematyka i nomenklatura
Gatunek został odkryty po raz pierwszy 26 października 1826 r., a następnie opisany w 1827 r. przez szkockiego botanika Davida Douglasa (1799–1834). Epitet gatunkowy lambertiana w nazwie naukowej został nadany przez odkrywcę na cześć jego przyjaciela, angielskiego botanika Aylmera B. Lamberta (1761–1842). Nazwa angielska Sugar Pine wzięła się od słodkiego smaku żywicy, porównywanego ze smakiem cukru klonowego.
Synonimy: Pinus lambertiana var. martirensis Silba, P. lambertiana subsp. martirensis (Silba) Silba, P. lambertiana var. minor Lemmon, P. lambertiana var. purpurea Lemmon, Strobus lambertiana (Douglas) Moldenke.
Pozycja gatunku w obrębie rodzaju Pinus:
- podrodzaj Strobus
  - sekcja Quinquefoliae
    - podsekcja Strobus
      - gatunek P. lambertiana

## Zagrożenia i ochrona

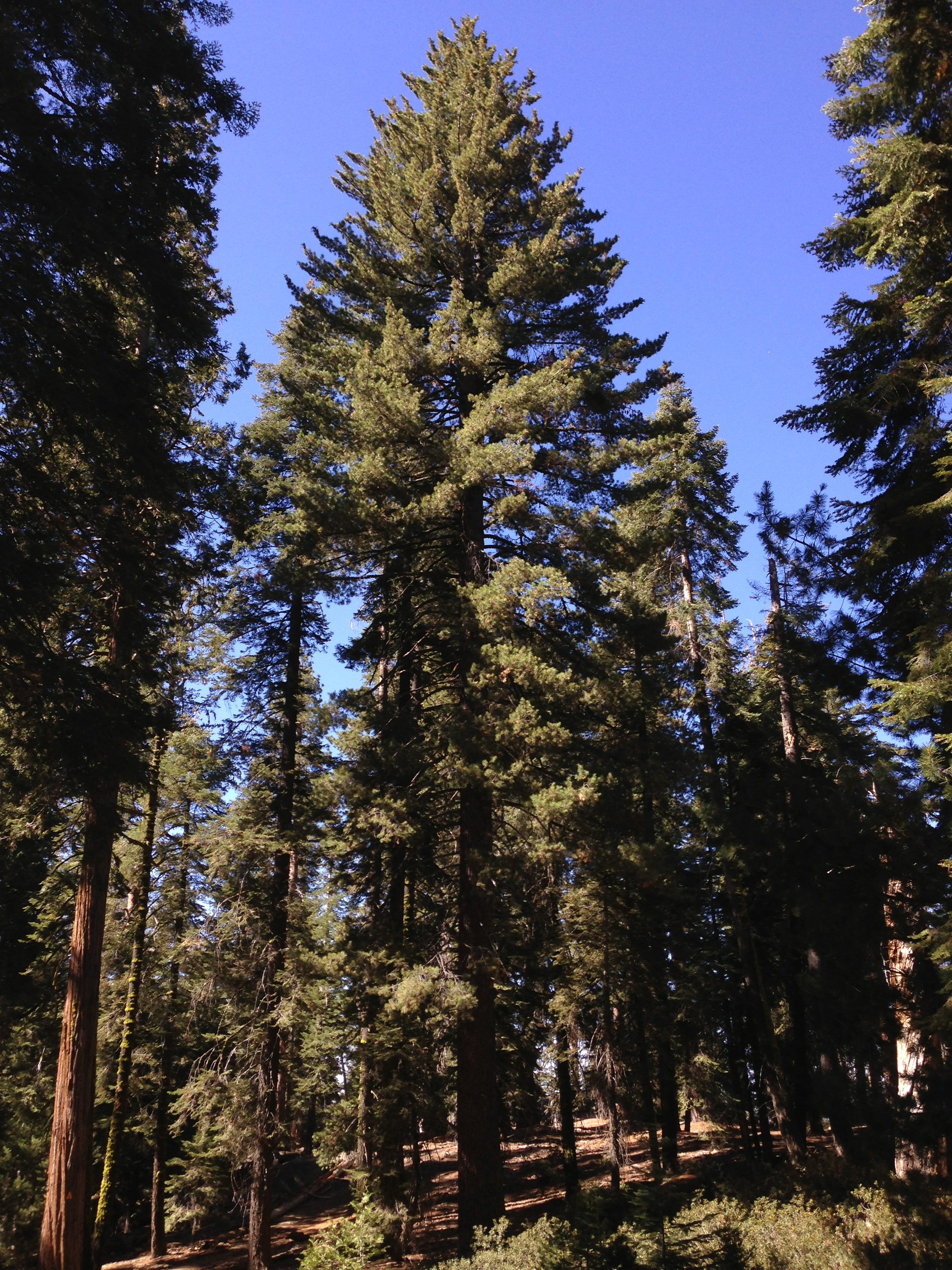
Sosna Lamberta w Parku Narodowym Sekwoi

Międzynarodowa Unia Ochrony Przyrody (IUCN) przyznała temu gatunkowi kategorię zagrożenia LC (least concern), co oznacza, że jest on gatunkiem najmniejszej troski. Część stanowisk sosny Lamberta znajduje się na obszarach chronionych, m.in. w Parku Narodowym Yosemite, czy w Parku Narodowym Sekwoi. 
Zidentyfikowanym zagrożeniem dla gatunku jest podatność na rdzę wejmutkowo-porzeczkową, która ogranicza naturalne odnawianie na obszarach narażonych na zarażenie patogenem. Prowadzone są badania nad tą chorobą i jej monitoring. W celu ochrony sosny Lamberta prowadzi się także zabiegi hodowlane służące uzyskaniu i namnażaniu roślin genetycznie odpornych na tego grzyba.

## Zastosowanie
Surowiec drzewny

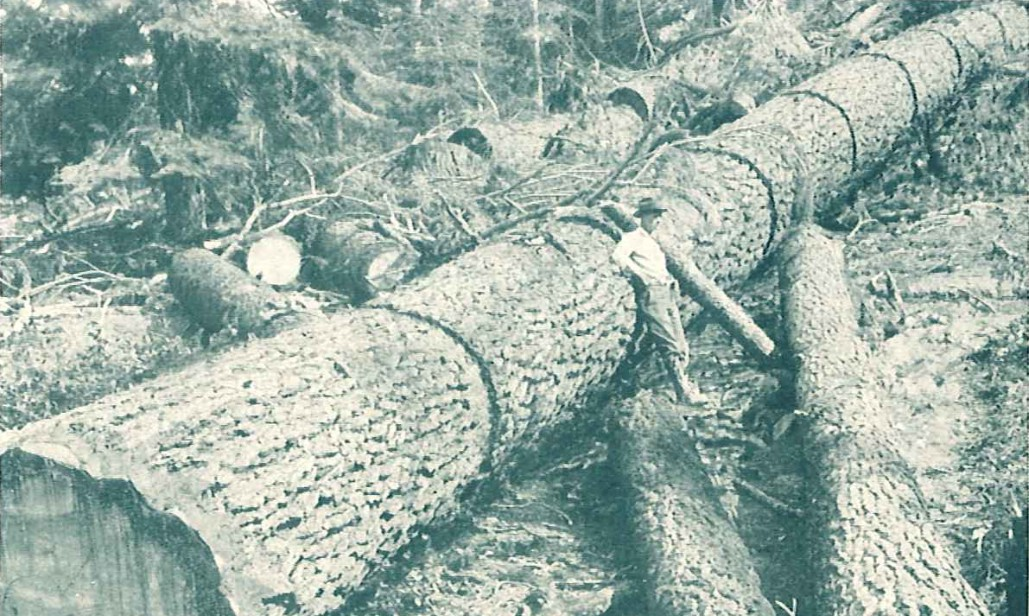
Wycinka sosny Lamberta, Kalifornia, początek XX w.

Sosna Lamberta jest głównym źródłem surowca drzewnego na średnich wysokościach, m.in. w górach Klamath i Siskiyou, Górach Kaskadowych, Sierra Nevada czy paśmie Transverse. 
Wysokiej jakości drewno stanowi poszukiwany surowiec budowlany ze względu na stabilność wymiarową i obrabialność. Drewno jest jasne i odporne na deformacje. Łatwo poddaje się frezowaniu i formowaniu. Jest cenione jako materiał do wyrobu m.in. elementów pianin i organów. Brak smaku i zapachu czyni z niego idealny materiał na pojemniki na żywność czy leki. Wcześniej, głównie w okresie gorączki złota w górach Sierra Nevada, drewno wykorzystywano do produkcji wszelkich wyrobów drewnianych, budowy domów, stodół, kanałów i śluz wodnych, stempli kopalnianych czy zagród dla zwierząt gospodarskich. Później uznano takie wykorzystanie za marnotrawstwo, zważywszy na wysoką jakość surowca.
Roślina jadalna
Słodka żywica, pojawiająca się w miejscu uszkodzenia kory, była chętnie jedzona przez rdzennych Amerykanów. Zasychając, żywica przybiera biały kolor. Można ją jednak spożywać tylko w niewielkich ilościach, ze względu na właściwości przeczyszczające. Jako pożywienie służyły także nasiona. Szyszki zbierano w całości na początku jesieni, prażono na rozżarzonych węglach, a następnie rozcinano i wytrząsano z nich nasiona. Tak przesuszone nasiona były tłuczone na mąkę lub zjadane w całości.
Inne zastosowanie
Rdzenni Amerykanie wykorzystywali smołę drzewną z sosny Lamberta do naprawiania canoe i mocowania grotów i piór do promieni strzał.

## Uprawa
Uprawa sosny Lamberta jest trudniejsza niż niektórych innych sosen pięcioigielnych. Jako jedna z możliwych przyczyn podawana jest mniejsza tolerancja na suszę, która może spowodować obumarcie do połowy jednorocznych siewek. W warunkach naturalnych wrażliwość siewek na suszę jest do pewnego stopnia kompensowana przez szybko wykształcany, głęboki system korzeniowy. Sadzonki, aby przetrwać pierwsze lato po zasadzeniu, muszą posiadać zdolność intensywnej regeneracji systemu korzeniowego, która u sosny Lamberta jest znacznie mniejsza niż u gatunków naturalnie jej towarzyszących. Przez lata niepowodzenia w uprawie w szkółkach w Kalifornii były powodowane wysiewem nasion w maju, zbyt późnym dla tego gatunku, przez co jednoroczne siewki były za małe do rozsady. Wysiew nasion w lutym lub marcu, po uprzednim poddaniu ich stratyfikacji, daje odpowiednio długi sezon wegetacyjny aby jednoroczne siewki nadawały się do sadzenia.
Sosna Lamberta nie oczyszcza pnia samoczynnie, nawet rosnąc w dużym zwarciu, dlatego potrzebne są zabiegi mechaniczne aby uzyskać drewno wysokiej jakości.

### Choroby
Istotnym zagrożeniem dla plantacji sosny Lamberta, większym niż na stanowiskach naturalnych, jest rdza wejmutkowo-porzeczkowa. Sosna ta  jest najbardziej podatna spośród ważnych gospodarczo gatunków północnoamerykańskich sosen pięcioigielnych. Rdza wejmutkowo-porzeczkowa była przyczyną obumarcia drzew tego gatunku uprawianych w Europie. Oczyszczanie pni z gałęzi zmienia mikroklimat i przyspiesza rozwój porzeczek (Ribes) w podszycie, co znacznie podwyższa prawdopodobieństwo nasilenia i rozprzestrzenienia się choroby u obydwu gospodarzy. Jednakowy wiek drzew sprawia, że przez około 20 lat plantacje pozostają narażone na niemal całkowite zniszczenie. Za obiecujące rozwiązanie uważa się uprawę genetycznie odpornych na rdzę sosen Lamberta wraz z innymi drzewami iglastymi. Do patogenów powodujących duże straty w szkółkach (do 50% rocznie) należą również grzyby z gatunków Fusarium oxysporum i Macrophomina phaseolina oraz lęgniowce z rodzajów Pythium, Phytophthora i Rhizoctonia.

### Szkodniki
Szkodnikiem sosny Lamberta jest chrząszcz Conophthorus ponderosae Hopkins (syn. Conophthorus lambertianae Hopkins) z rodziny ryjkowcowatych, żerujący także na innych amerykańskich gatunkach sosen. Atakuje szyszki nasienne w drugim roku ich rozwoju i może doprowadzić do utraty nasion na poziomie 93%. Wiosną samica składa jaja w młodej szyszce. Larwy żerują wewnątrz szyszki, latem przeobrażają się do postaci dorosłej i wraz z szyszkami opadają na ziemię. Najczęściej zimują w obumarłej szyszce, z której wychodzą następnej wiosny.
Na sośnie Lamberta żeruje także inny przedstawiciel ryjkowcowatych, chrząszcz Dendroctonus ponderosae. Może doprowadzić do obumarcia dużych grup drzew. Szereg innych owadów żerujących na korze i drewnie (m.in. Dendroctonus valens, Melanophila californica, Ips paraconfusus) dodatkowo przyczynia się do śmierci tych sosen, szczególnie po okresach letniej suszy.